# شوفو بنيم
طائفة يهودية حديثة وتعني باللغة العربية «ارجعوا يا أولادنا», ضمن طائفة بارسلاف، وهي واحدة من أبرز طوائف الحريديم أشكناز، تشتهر طائفة «شوفو بنيم» اليهودية، بأنها من أكثر طوائف اليهود تشدداً.
يترأس «شوفو بنيم» الحاخام «آليعازر بريلاند».
أقامت هذه الطائفة في مدينة «بني براك» قضاء تل أبيب عام 1978، ثم فتحت أولى مدارسها الدينية عام 1980 في القدس المحتلة، واليوم تتحكم في عدد من المدارس التوراتية في المدينة، وقد اعترف بها كطائفة دينية عام 2018.
وتعتبر إحدى المجموعات الخمس التي تسعى لتحقيق أهداف الاستيطان في قلب القدس، وتنظّم المسيرات وتفتعل أسبابًا للتصادم مع المقدسيين في البلدة القديمة، وهي؛ عطيرت كوهانيم (التاج المقدّس)، تورات كوهنيم (العلم المقدّس)، حركة الشبيبة الإسرائيلية، شوفو بنيم (عودوا أيها الأبناء)، وعطارا ليوشنا.
معتقدات “شوفو بنيم” تتماشى مع معتقدات غيرهم من المدارس الدينية الاستيطانية الذين يؤمنون بوجوب بناء كنيس ضخم وعال يفـوق في ارتفاعه سائر المباني والمنشآت في قلب البلدة القديمة.
وكانت الشرطة اعتقلت ثلاثة أشخاص قبل نحو شهر ينتمون لطائفة «شوفو بنيم»، وقد تبيّن أنّ لهم علاقة في جريمة قتل لشاب اختُطف من مدرسة دينية في القدس، ثم قُتل وأُخفي بشكل نهائي، فيما تشير تقديرات إلى أنّه قُتل وقُطّعت أوصاله ودُفن بشكل متفرّق في غابة قرب القدس.